# Надутый, Михаил Иванович
Михаил Иванович Надутый (1925—1944) — Гвардии красноармеец Рабоче-крестьянской Красной Армии, участник Великой Отечественной войны, Герой Советского Союза (1945).

## Биография
Михаил Надутый родился 20 сентября 1925 года в селе Цибулевка (ныне — Тростянецкий район Винницкой области Украины). После окончания восьми классов школы работал в колхозе. В начале Великой Отечественной войны оказался в оккупации. После освобождения в апреле 1944 года Надутый был призван на службу в Рабоче-крестьянскую Красную Армию. С мая того же года — на фронтах Великой Отечественной войны, был сапёром 21-го  отдельного гвардейского  моторизованного сапёрного батальона 5-го гвардейского танкового корпуса 6-й гвардейской танковой армии 2-го Украинского фронта. Отличился во время освобождения Чехословакии.
27 декабря 1944 года Надутый с товарищем, находясь в разведке, успешно перерезал провода, подведённые к зарядам на шоссейном мосту через реку Грон, сохранив его для прохода своей части. В тот же день он погиб в бою. Похоронен в словацком посёлке Палд.
Указом Президиума Верховного Совета СССР от 28 апреля 1945 года за «мужество, отвагу и героизм, проявленные в борьбе с немецкими захватчиками» гвардии красноармеец Михаил Надутый посмертно был удостоен высокого звания Героя Советского Союза. Также был награждён орденом Ленина и медалью.